# Bát quái côn
Bát quái côn là bài côn được Hội nghị chuyên môn toàn quốc lần thứ 3 do Liên đoàn võ thuật cổ truyền Việt Nam tổ chức tại Thành phố Hồ Chí Minh (từ ngày 15 đến 26 tháng 4 năm 1995) chọn đưa vào chương trình quy định chung của võ thuật cổ truyền dân tộc. Hội nghị lần này quy tụ gần 100 võ sư, huấn luyện viên ưu tú của 26 tỉnh thành trong cả nước với yêu cầu chọn được một bài kiếm, một bài quyền và một bài côn. Suốt 11 ngày ròng rã, hội nghị đã cùng nghiên cứu, bình chọn, hoàn chỉnh và đi đến thống nhất được ba bài: Ngọc trản ngân đài, Huỳnh long độc kiếm, và Bát quái côn, trong đó bài Bát quái côn được lựa chọn trong sự thảo luận, đối sánh, cân nhắc với bài Ngũ môn côn.

## Lịch sử
Theo lời của võ sư Trương Hùng, người được cho là truyền nhân chính thức của bài và cũng là người có công đưa bài côn giới thiệu ra cả nước, lai lịch của bài côn có thể được xét đến từ những năm 1945, khi một người Việt gốc Hoa là ông Huỳnh Dền chạy giặc vào đất Phú Yên. Tại đây ông lập nghề dệt lụa ở thôn Đông Phước, xã Hòa An, huyện Phú Hòa. Là người từng nhiều năm theo học võ Thiếu Lâm Tự ở Trung Quốc, ông mở lò võ dạy cho nhiều người. Trong số những học trò của ông có võ sư Trương Hường, chú ruột võ sư Trương Hùng, vừa là người nhà, vừa là người chăm chỉ nhất nên được ông truyền tất cả bí quyết, tinh hoa võ nghệ mà ông biết. Bài Bát quái côn được coi là bảo bối của môn phái, chỉ được truyền trong dòng họ, không mở rộng ra bên ngoài. Sau đó Trương Hường dạy lại bài côn này cho những anh em trong họ trong đó có Trương Hùng. Về sau, tư tưởng thoáng hơn, bài côn vượt thoát khỏi nội tộc, được truyền cho những môn sinh có đẳng cấp cao của môn phái, tuy nhiên do sự phức tạp và yêu cầu khá cao như: đam mê, chăm chỉ, chuyên luyện, công phu, thể lực, công lực tốt, tinh thần võ sĩ đạo v.v. khiến nhiều người bỏ cuộc, không theo được tới cùng.

## Lời thiệu
Phát bản linh thủ, xà vương khai môn
Long du điền hải, điểu thủy đăng thiên
Xuyên sơn định trận, nhất tướng ngũ môn
Bát quái đồng thần, lưỡng kê linh thủ
Vạn phụng như hoa, bát phương loạn xạ
Điểu trá yên phi, thạch thân xuất thế
Tứ Tướng hồi môn, lão tôn loạn đả
Triều bàn bát quái, độc giác chiến xa
Bạch xà long trận, đơn phụng triều dương
Kim thương trá thủ, phi xa yên thạch
Hoành sơn mạng nhện, thần ngư vũ thủy
Trung hải nhất trụ, độc linh yên bái
Tạm dịch nghĩa:
Đưa roi giơ tay, rắn chúa mở cửa
Rồng chơi ruộng biển, chim nước lên trời
Qua núi xem trận, một tướng giữ năm cửa
Tám cõi có thần đồng, tay linh giữ kê
Muôn phượng như hoa, tám phương bắn loạn
Chim giỡn khói bay, người đá ra đời
Lão tôn loạn đánh, bốn tướng về cửa
Nhìn khắp tám cõi, chiến xa một sừng
Rắn trắng trận rồng, một chim phượng ngắm mặt trời
Thương vàng trao tay, cát bay khỏi đá
Núi ngang có màng nhện, cá thần mưa nước
Giữa biển một cột, như một luồng khói

## Đặc điểm
Bài sử dụng cây trường côn khá dài tuy thời điểm hiện nay thường được biểu diễn và tập luyện với tề mi côn. Bài bao gồm khoảng 100 động tác linh động, biến ảo, di chuyển trên đồ hình bát quái.

## Đánh giá
Võ sư Huỳnh Kim Hồng, Tổng thư ký Liên đoàn Võ thuật Phú Yên, nhận xét: Trong 10 bài quyền bắt buộc tại các cuộc thi quyền của võ cổ truyền ở Việt Nam, "Bát quái côn" có thể coi là đặc sắc nhất, nhì.
Bàn về uy lực và độ khó của bài, võ sư Trương Hùng đánh giá:... nếu là người "tay ngang" phải theo nghề võ ít nhất 7 năm mới được học, nghĩa là ở trình độ huấn luyện viên trung cấp trở lên mới có thể lĩnh hội được. Người học nếu không chuyên luyện, bỏ chừng 1 tháng là quên ngay.